# Notesthes robusta
Notesthes robusta is een straalvinnige vissensoort uit de familie van de napoleonvissen (Tetrarogidae). De wetenschappelijke naam van de soort is voor het eerst geldig gepubliceerd in 1860 door Günther.